# 学校法人中部大学
学校法人中部大学（がっこうほうじんちゅうぶだいがく）は、日本の学校法人である。

## 概要
全7学部からなる中部大学をはじめ、大学院から、高等部、中等部までを備えた国際的な取組みを行う私立学校である。創立者である三浦幸平が1950年(昭和25年)に組織した財団法人常磐学園が起源である。

## 沿革
出典は『学校法人中部大学七十年史』
- 1938年 名古屋第一工学校を設置
- 1951年 財団法人常磐学園を学校法人三浦学園に移行
- 1962年 中部工業短期大学を設立
- 1964年 中部工業大学を設置
- 1965年 中部工業大学付属高等学校(後の中部大学春日丘高等学校)を設置
- 1971年 中部工業大学大学院を設置
- 1975年 恵那研修センターを設置
- 1984年 中部工業大学を中部大学に名称変更
- 1989年 中部大学女子短期大学を設置
- 1990年 中部大学春日丘中学校を設置
- 1999年 名古屋第一高等学校を中部大学第一高等学校に名称変更
- 2004年 学校法人三浦学園を学校法人中部大学に名称変更

## 設置教育機関
- 中部大学
- 中部大学第一高等学校
- 中部大学春日丘中学校
- 中部大学春日丘高等学校

## 歴代理事長
出典は中部大学ウェブサイト。
- 三浦幸平
- 山田和夫
- 大西良三
- 飯吉厚夫

## 国際交流協定校

### 中部大学 協定校
アメリカ合衆国
- オハイオ大学 (en:Ohio University)
- ウェストバージニア大学　(West Virginia University)
- ミシガン州立大学 (en:Michigan State University)

アルジェリア民主人民共和国
- オラン工科大学 (University of Science and Technology of Oran Mohamed Boudiaf)

インド共和国
- インド工科大学グワーハーティ校 (Indian Institute of Technology Guwahati)
- タタ基礎研究所 (Tata Institute of Fundamental Research)

インドネシア共和国
- ガジャマダ大学 (en:Universitas Gadjah Mada)
- シャクアラ大学 農学部 (en:Syiah Kuala University, Faculty of Agriculture)

オーストラリア連邦
- ニューイングランド大学 (en:University of New England)

スイス連邦
- チューリッヒ大学 獣医学部 (en:University of Zurich)

タイ王国
- アジア工科大学院 (en:Asian Institute of Technology)
- モンクット王工科大学ラートクラバン校 国際学部・工学部 (King Mongkut's Institute of Technology Ladkrabang)
- チュラロンコン大学 工学部 (en:Chulalongkorn University, Faculty of Engineering)

大韓民国
- 圓光大学校 (en:Wonkwang University)

中華人民共和国
- ハルビン理工大学 (en:Harbin University of Science and Technology)
- 外交学院 (en:China Foreign Affairs University)
- 華東師範大学 (en:East China Normal University)
- 同済大学科学技術処・環境科学与工程学院・亜太研究中心 (en:Tongji University)
- ハルビン工業大学 (en:Harbin Institute of Technology)
- 安徽理工大学大学院 (en:Anhui University of Science and Technology)
- 華電電力科学研究院 (en:China Huadian Electric Power Research Institute)
- 中国科学院・電気工学研究所 (en:Institute of Electrical Engineering, Chinese Academy of Science)
- 同済大学浙江学院 土木工程系、机械与電気信息工程系 (en:Tongji Zhejiang College)
- 東北大学 (en:Notheastern University, Institute of Materials and Metallurgy)
- 嘉興学院 (en:Jiaxing University)
- 紹興文理学院 (en:Shaoxing University)

チュニジア共和国
- チュニス・エルマナール大学 理学部 (en:University of Tunis El Manar)

ドイツ連邦共和国
- イエナ・フリードリッヒ・シラー大学 (en:Friedrich-Schiller-Universität Jena)
- ヨハネス・グーテンベルク大学マインツ 生物薬学部 (en:Johannes Gutenberg-Universität Mainz)

ネパール連邦民主共和国
- カトマンズ大学 (en:Kathmandu University)
- 国際総合山岳開発センター (ICIMOD:en:International Center for Integrated Mountain Development)

ブータン王国
- ブータン王国再生可能自然資源研究評議会 (en:The Council for Renewable Natural Resources Research of Bhutan)

フィジー
- フィジー国立大学 (Fiji National University)

フランス共和国
- エンサーブ・マトメカ (en:ENSEIRB-MATMECA（École Nationale Supérieure d'Électronique, Informatique, Télécommunications, Mathématique et Mécanique de Bordeaux）)
- ラ・ロッシェル大学 (en:Université de La Rochelle)

マレーシア
- マレーシア科学大学 (en:Universiti Sains Malaysia)

メキシコ合衆国
- グアナフアト大学 (en:Universidad de Guanajuato)

モロッコ王国
- ムハンマド5世大学 (en:Université Mohammed V)

リトアニア共和国
- ビタウタス・マグナス大学 (en:Vytauto Didžiojo Universitetas)

ロシア連邦
- 統一エネルギーシステム・ロシア連邦送電公社・研究開発センター (en:Research and Development Center at Federal Grid Company of Unified Energy System)

### 中部大学春日丘高等学校 姉妹校
- ケローナ・セカンダリー・スクール(K.S.S.) (カナダ・ブリティッシュコロンビア州・ケロウナ) (1985年提携)
- ジョージ・プリンガル・セカンダリー・スクール(G.P.S.S.)(1990年提携)